# Recyntus tuberculatus
Recyntus tuberculatus is een keversoort uit de familie somberkevers (Zopheridae). De wetenschappelijke naam van de soort werd in 1880 gepubliceerd door Thomas Broun.